# Акацуки, Нацумэ
Нацумэ Акацуки (яп. 暁 なつめ Акацуки Нацумэ) — японский писатель
. Известен, главным образом, как создатель серии ранобэ «Kono Subarashii Sekai ni Shukufuku wo!»

## Биография
Нацумэ Акацуки родился в городе Этидзен префектуры Фукуи. Писательскую деятельность начал в 2012 году, пытаясь пробиться на восьмую премию MF Bunko J Light Novel Newcomer’s Award, но не смог пройти во второй тур. В 2012 году работал над ранобэ «Комбатанты будут высланы!» (яп. 戦闘員、派遣します Сэнто:ин, Хакэнсимасу!), всего написав 68 глав. В сентябре 2012 года начал работу над серией ранобэ «Сильнейший оружейник» (яп. 最強の刀鍛冶 Сайкё: но катанакадзи). С 2012 по 2013 годы Нацумэ работал над серией ранобэ «KonoSuba», которую публиковал на сайте Shosetsuka ni Naro. После выхода печатной версии, электронные материалы были удалены с сайта 10 декабря 2013 года, составляя на тот момент 124 главы. Серия получила аниме-адаптацию. 1 ноября 2017 года в печать вышла также серия «Комбатанты будут высланы!», аниме-адаптация которой вышла в апреле 2021 года.